# Bente Becker
Bente Becker (Almere, 12 augustus 1985) is een Nederlands parlementariër. Namens de Volkspartij voor Vrijheid en Democratie (VVD) is zij sinds 23 maart 2017 lid van de Tweede Kamer der Staten-Generaal.

## Levensloop
Becker groeide op in Dronten en volgde tussen 1997 en 2003 het vwo. Daarna studeerde ze bestuurskunde aan de Faculteit Rechtsgeleerdheid van de Universiteit van Tilburg.
Vanaf 2010 was Becker politiek assistent van Henk Kamp, minister van Sociale Zaken en Werkgelegenheid, medewerker van VVD-Kamerlid Ineke Dezentjé Hamming-Bluemink en beleidsmedewerker voor de VVD-fractie. In die rol schreef Becker ook politieke speeches voor toenmalig fractievoorzitter Mark Rutte. Voor de Tweede Kamerverkiezingen van 15 maart 2017 was zij nummer 14 op de kieslijst. In het parlement houdt Becker zich bezig met buitenlandse handel, ontwikkelingssamenwerking, integratie en inburgering.
Van 24 juni tot 13 oktober 2019 en van 8 augustus tot 28 november 2022 werd zij als Tweede Kamerlid tijdelijk vervangen wegens zwangerschapsverlof.
Becker was van 18 maart 2021 tot 8 augustus 2022 vicefractievoorzitter, waarvan tot 10 januari 2022 waarnemend. Sinds 28 november 2022 is ze weer vicefractievoorzitter. 
In juni 2024 maakte Becker er zich sterk voor om de taaleis voor naturalisatie te verhogen van A2 naar B1. Toenmalig staatssecretaris Eric van der Burg reageerde positief.
Op 4 december 2024 nam de Tweede Kamer een motie van Becker aan om de regering te verzoeken de culturele en religieuze normen en waarden van Nederlanders met een migratieachtergrond te laten monitoren, bijvoorbeeld door het Sociaal Cultureel Planbureau. Premier Dick Schoof zei twee dagen later dat het kabinet niet van plan was om specifiek opvattingen te gaan bijhouden van mensen met een migratieachtergrond. Hij stelde voor de motie mee te nemen in een vijfjaarlijks onderzoek van het SCP, dat niet enkel onder mensen met een migratieachtergrond plaatsvindt.
Thierry Aartsen · Bente Becker · Harry Bevers · Bart Bikkers · Martijn Buijsse · Eric van der Burg · Thom van Campen · Rosemarijn Dral · Wendy van Eijk-Nagel · Ulysse Ellian · Silvio Erkens · Peter de Groot · Arend Kisteman · Daan de Kort · Claire Martens · Wim Meulenkamp · Ingrid Michon-Derkzen · Queeny Rajkowski · Simone Richardson · Judith Tielen · Hester Veltman-Kamp · Ruud Verkuijlen · Aukje de Vries · Dilan Yeşilgöz
- Parlement.com: vk8mbisoiesa